# Hartmannsdorf bei Kirchberg
Hartmannsdorf bei Kirchberg là một đô thị thuộc huyện Zwickau, bang Sachsen, nước Đức.